# Andy Polo
Andy Polo (Lima, 29 de setembre de 1994) és un futbolista internacional peruà que juga a Millonarios.

## Palmarès
- Copa Libertadores de América Sub 20: 2011.